# Journey Through the Past
Journey Through the Past es un álbum del músico canadiense Neil Young, publicado por la compañía discográfica Reprise Records en noviembre de 1972. El álbum, que sirve de banda sonora de la película homónima, incluyó música de Crosby, Stills, Nash & Young, Buffalo Springfield y The Stray Gators, The Tony & Susan Álamo Christian Foundation Orcestra & Chorus y de The Beach Boys. 
El álbum alcanzó el puesto 45 en la lista estadounidense Billboard 200, y junto a Time Fades Away, es el único disco del catálogo musical de Young que no ha sido editado en disco compacto hasta la fecha. 

## Contenido
Journey Through the Past incluye música de cuatro fuentes principales: presentaciones televisivas de Buffalo Springfield, grabaciones en directo de Crosby, Stills, Nash & Young, descartes y ensayos de las sesiones de grabación de Harvest con The Stray Gators, y grabaciones de The Tony and Susan Álamo Christian Foundation Orchestra and Chorus.
La primera cara incluye dos canciones interpretadas por Buffalo Springfield. El popurrí con los temas «For What It's Worth» y «Mr. Soul» son grabaciones de estudio, con una versión alternativa de «Mr. Soul» grabada para el programa de televisión The Hollywood Palace el 20 de enero de 1967. La segunda selección proviene de la aparición del grupo en The Ed Sullivan Show en 1967.
Los temas tres y cuatro de la cara A y la primera canción de la cara B son grabaciones en directo de Crosby, Stills, Nash y Young procedentes de un concierto organizado en el Fillmore East de Nueva York el 5 de junio de 1970. Los descartes del álbum Harvest derivan de sesiones que tuvieron lugar los días 26 y 27 de septiembre de 1971 en el rancho de Young en La Honda, California. Intercalados entre los temas hay conversaciones de Young, David Crosby y Stephen Stills.
La segunda cara del segundo disco incluye dos extractos del El Mesías, de George Frideric Handel, y del tema que Miklós Rózsa compuso para la película Rey de reyes, interpretados por The Tony and Susan Álamo Christian Foundation Orchestra and Chorus y grabados el 10 de febrero de 1972.
El álbum contiene una única composición nueva de Young, «Soldier», grabada en un aserradero con la compañía de una chimenea crepitante. La canción fue publicada posteriormente en el recopilatorio Decade. Finalmente, Journey Through the Past cierra con el tema de The Beach Boys «Let's Go Away for Awhile», del álbum Pet Sounds. 

## Lista de canciones
| Cara A |                                  |                             |                              |          |  |
| N.º    | Título                           | Escritor(es)                | Intérprete(s)                | Duración |  |
| 1.     | «For What It's Worth»/«Mr. Soul» | Stephen Stills / Neil Young | Buffalo Springfield          | 3:54     |  |
| 2.     | «Rock & Roll Woman»              | Stephen Stills              | Buffalo Springfield          | 2:53     |  |
| 3.     | «Find the Cost of Freedom»       | Stephen Stills              | Crosby, Stills, Nash & Young | 1:59     |  |
| 4.     | «Ohio»                           | Neil Young                  | Crosby, Stills, Nash & Young | 4:23     |  |

| Cara B |                                  |                                   |                               |          |  |
| N.º    | Título                           | Escritor(es)                      | Intérprete(s)                 | Duración |  |
| 1.     | «Southern Man»                   | Neil Young                        | Crosby, Stills, Nash & Young  | 6:47     |  |
| 2.     | «Are You Ready for the Country?» | Neil Young                        | Neil Young & The Stray Gators | 1:52     |  |
| 3.     | «Let Me Call You Sweetheart»     | Leo Friedman, Beth Slater Whitson |                               | 1:05     |  |
| 4.     | «Alabama»                        | Neil Young                        | Neil Young & The Stray Gators | 6:23     |  |

| Cara C |         |              |                               |          |  |
| N.º    | Título  | Escritor(es) | Intérprete(s)                 | Duración |  |
| 1.     | «Words» | Neil Young   | Neil Young & The Stray Gators | 16:00    |  |

| Cara D |                                                  |                        |                                                                |          |  |
| N.º    | Título                                           | Escritor(es)           | Intérprete(s)                                                  | Duración |  |
| 1.     | «Relativity Invitation» (Diálogo de la película) |                        |                                                                | 1:09     |  |
| 2.     | «Handel's Messiah»                               | George Frideric Handel | The Tony & Susan Álamo Christian Foundation Orchestra & Chorus | 2:49     |  |
| 3.     | «King of Kings»                                  | Miklós Rózsa           | The Tony & Susan Álamo Christian Foundation Orchestra & Chorus | 5:07     |  |
| 4.     | «Soldier»                                        |                        | Neil Young                                                     | 3:39     |  |
| 5.     | «Let's Go Away for Awhile»                       | Brian Wilson           | The Beach Boys                                                 | 2:08     |  |

## Posición en listas
| País           | Lista                 | Posición |
| -------------- | --------------------- | -------- |
| Canadá         | Canadian Albums Chart | 9        |
| Estados Unidos | Billboard 200         | 45       |
| Japón          | Oricon LP Chart       | 32       |